# Julianges
Julianges är en kommun i departementet Lozère i regionen Occitanien i södra Frankrike. Kommunen ligger i kantonen Le Malzieu-Ville som tillhör arrondissementet Mende. År 2022 hade Julianges 48 invånare.

## Befolkningsutveckling
Antalet invånare i kommunen Julianges
| Referens: INSEE |